# Referendum in Sardegna del 2012
I referendum in Sardegna del 2012 si sono tenuti il 6 maggio e hanno avuto ad oggetto dieci distinti quesiti: 5 si sono caratterizzati come referendum vincolanti (1, 2, 3, 4, 8), 5 come consultivi (5, 6, 7, 9, 10).
I referendum, chiamati comunemente "anticasta", sono stati proposti dal Movimento Referendario Sardo, con un particolare appoggio da parte dei Riformatori Sardi, per abrogare le quattro nuove province sarde e la legge sui compensi ai consiglieri regionali (cinque quesiti abrogativi), per abolire le quattro storiche province, per la convocazione di un'assemblea costituente che riscriva lo statuto, per l'elezione diretta del Presidente della Regione Autonoma della Sardegna, per l'abolizione dei consigli d'amministrazione degli enti e delle agenzie regionali e per la riduzione del numero dei consiglieri regionali (cinque quesiti consultivi).
Affinché il referendum fosse valido era necessario che fosse raggiunto il quorum del 33,3% degli aventi diritto al voto (un terzo) così come richiesto dalla L.R. n.20 del 1957. Alla chiusura delle urne la percentuale dei votanti è risultata essere 35,50% e dunque il quorum raggiunto. Lo spoglio delle schede ha visto vincere il "sì" in tutti e dieci i quesiti.

## Quesiti
I dieci quesiti proposti nei referendum sono stati:
- Referendum n° 1 (abrogativo):

- Referendum n° 2 (abrogativo):

- Referendum n° 3 (abrogativo):

- Referendum n° 4 (abrogativo):

- Referendum n° 5 (consultivo):

- Referendum n° 6 (consultivo):

- Referendum n° 7 (consultivo):

- Referendum n° 8 (abrogativo):

- Referendum n° 9 (consultivo):

- Referendum n° 10 (consultivo):

## Affluenza alle urne
|                      | TOTALE    | PERCENTUALE % | PERCENTUALE %       |
| -------------------- | --------- | ------------- | ------------------- |
| Iscritti alle liste  | 1.480.366 | 100,00%       | SUL TOTALE ELETTORI |
| Votanti (ore 12:00)  | 115.723   | 7,81%         | SUL TOTALE ELETTORI |
| Votanti (ore 19:00)  | 366.630   | 24,76%        | SUL TOTALE ELETTORI |
| Votanti (definitivo) | 525.651   | 35,50%        | SUL TOTALE ELETTORI |

## Risultati
I risultati dei vari quesiti furono i seguenti:

### Primo quesito
Riassetto generale delle province. Abrogazione.
|                            | totale    | percentuale (%) | percentuale (%)  |                  |
| -------------------------- | --------- | --------------- | ---------------- | ---------------- |
| Elettori                   | 1.479.925 |                 |                  |                  |
| Votanti                    | 525.505   | 35,50%          | (su n. elettori) | Quorum raggiunto |
| Schede bianche             | 4.398     | 0,84%           | (su n. votanti)  |                  |
| Voti nulli                 | 1.630     | 0,31%           | (su n. votanti)  |                  |
| contestate e non assegnate | 0         | 0,00%           | (su n. votanti)  |                  |

|                      |    | Voti    | %      |
| -------------------- | -- | ------- | ------ |
| RISPOSTA AFFERMATIVA | Sì | 503.560 | 96,94% |
| RISPOSTA NEGATIVA    | No | 15.876  | 3,06%  |
| Totale voti validi   |    | 519.436 | 100%   |

### Secondo quesito
Adempimenti conseguenti alla istituzione di nuove Province e norme sugli amministratori locali. Abrogazione.
|                            | totale    | percentuale (%) | percentuale (%)  |                  |
| -------------------------- | --------- | --------------- | ---------------- | ---------------- |
| Elettori                   | 1.479.925 |                 |                  |                  |
| Votanti                    | 525.504   | 35,50%          | (su n. elettori) | Quorum raggiunto |
| Schede bianche             | 4.264     | 0,81%           | (su n. votanti)  |                  |
| Voti nulli                 | 1.504     | 0,29%           | (su n. votanti)  |                  |
| contestate e non assegnate | 0         | 0,00%           | (su n. votanti)  |                  |

|                      |    | Voti    | %      |
| -------------------- | -- | ------- | ------ |
| RISPOSTA AFFERMATIVA | Sì | 507.268 | 97,61% |
| RISPOSTA NEGATIVA    | No | 12.431  | 2,39%  |
| Totale voti validi   |    | 519.436 | 100%   |

### Terzo quesito
Previsione delle nuove circoscrizioni provinciali della Sardegna. Abrogazione.
|                            | totale    | percentuale (%) | percentuale (%)  |                  |
| -------------------------- | --------- | --------------- | ---------------- | ---------------- |
| Elettori                   | 1.479.925 |                 |                  |                  |
| Votanti                    | 525.500   | 35,50%          | (su n. elettori) | Quorum raggiunto |
| Schede bianche             | 4.503     | 0,86%           | (su n. votanti)  |                  |
| Voti nulli                 | 1.575     | 0,30%           | (su n. votanti)  |                  |
| contestate e non assegnate | 0         | 0,00%           | (su n. votanti)  |                  |

|                      |    | Voti    | %      |
| -------------------- | -- | ------- | ------ |
| RISPOSTA AFFERMATIVA | Sì | 507.278 | 97,72% |
| RISPOSTA NEGATIVA    | No | 11.853  | 2,28%  |
| Totale voti validi   |    | 519.131 | 100%   |

### Quarto quesito
Istituzione delle Province di Carbonia-Iglesias, del Medio Campidano, dell'Ogliastra e di Olbia-Tempio. Abrogazione.
|                            | totale    | percentuale (%) | percentuale (%)  |                  |
| -------------------------- | --------- | --------------- | ---------------- | ---------------- |
| Elettori                   | 1.479.925 |                 |                  |                  |
| Votanti                    | 525.507   | 35,50%          | (su n. elettori) | Quorum raggiunto |
| Schede bianche             | 3.155     | 0,60%           | (su n. votanti)  |                  |
| Voti nulli                 | 1.335     | 0,25%           | (su n. votanti)  |                  |
| contestate e non assegnate | 0         | 0,00%           | (su n. votanti)  |                  |

|                      |    | Voti    | %      |
| -------------------- | -- | ------- | ------ |
| RISPOSTA AFFERMATIVA | Sì | 504.680 | 96,87% |
| RISPOSTA NEGATIVA    | No | 16.300  | 3,13%  |
| Totale voti validi   |    | 520.980 | 100%   |

### Quinto quesito
Abolizione delle quattro province “storiche” della Sardegna, Cagliari, Sassari, Nuoro e Oristano. Consultazione.
|                            | totale    | percentuale (%) | percentuale (%)  |                  |
| -------------------------- | --------- | --------------- | ---------------- | ---------------- |
| Elettori                   | 1.479.925 |                 |                  |                  |
| Votanti                    | 525.292   | 35,49%          | (su n. elettori) | Quorum raggiunto |
| Schede bianche             | 4.164     | 0,79%           | (su n. votanti)  |                  |
| Voti nulli                 | 2.854     | 0,54%           | (su n. votanti)  |                  |
| contestate e non assegnate | 0         | 0,00%           | (su n. votanti)  |                  |

|                      |    | Voti    | %      |
| -------------------- | -- | ------- | ------ |
| RISPOSTA AFFERMATIVA | Sì | 341.956 | 65,99% |
| RISPOSTA NEGATIVA    | No | 176.261 | 34,01% |
| Totale voti validi   |    | 518.217 | 100%   |

### Sesto quesito
Riscrittura dello Statuto della Regione Autonoma della Sardegna da parte di un'Assemblea Costituente. Consultazione.
|                            | totale    | percentuale (%) | percentuale (%)  |                  |
| -------------------------- | --------- | --------------- | ---------------- | ---------------- |
| Elettori                   | 1.479.925 |                 |                  |                  |
| Votanti                    | 525.301   | 35,49%          | (su n. elettori) | Quorum raggiunto |
| Schede bianche             | 5.623     | 1,07%           | (su n. votanti)  |                  |
| Voti nulli                 | 1.842     | 0,35%           | (su n. votanti)  |                  |
| contestate e non assegnate | 0         | 0,00%           | (su n. votanti)  |                  |

|                      |    | Voti    | %      |
| -------------------- | -- | ------- | ------ |
| RISPOSTA AFFERMATIVA | Sì | 487.060 | 94,42% |
| RISPOSTA NEGATIVA    | No | 28.803  | 5,58%  |
| Totale voti validi   |    | 515.863 | 100%   |

### Settimo quesito
Elezione diretta del Presidente della Regione Autonoma della Sardegna. Consultazione.
|                            | totale    | percentuale (%) | percentuale (%)  |                  |
| -------------------------- | --------- | --------------- | ---------------- | ---------------- |
| Elettori                   | 1.479.925 |                 |                  |                  |
| Votanti                    | 525.397   | 35,50%          | (su n. elettori) | Quorum raggiunto |
| Schede bianche             | 4.215     | 0,80%           | (su n. votanti)  |                  |
| Voti nulli                 | 1.549     | 0,29%           | (su n. votanti)  |                  |
| contestate e non assegnate | 0         | 0,00%           | (su n. votanti)  |                  |

|                      |    | Voti    | %      |
| -------------------- | -- | ------- | ------ |
| RISPOSTA AFFERMATIVA | Sì | 501.397 | 96,86% |
| RISPOSTA NEGATIVA    | No | 16.267  | 3,14%  |
| Totale voti validi   |    | 517.664 | 100%   |

### Ottavo quesito
Provvedimenti relativi al Consiglio regionale della Sardegna. Abrogazione.
|                            | totale    | percentuale (%) | percentuale (%)  |                  |
| -------------------------- | --------- | --------------- | ---------------- | ---------------- |
| Elettori                   | 1.479.925 |                 |                  |                  |
| Votanti                    | 525.558   | 35,51%          | (su n. elettori) | Quorum raggiunto |
| Schede bianche             | 7.412     | 1,41%           | (su n. votanti)  |                  |
| Voti nulli                 | 2.073     | 0,39%           | (su n. votanti)  |                  |
| contestate e non assegnate | 0         | 0,00%           | (su n. votanti)  |                  |

|                      |    | Voti    | %      |
| -------------------- | -- | ------- | ------ |
| RISPOSTA AFFERMATIVA | Sì | 499.328 | 97,18% |
| RISPOSTA NEGATIVA    | No | 14.511  | 2,82%  |
| Totale voti validi   |    | 513.839 | 100%   |

### Nono quesito
Abolizione dei consigli di amministrazione di tutti gli Enti strumentali e Agenzie della Regione Autonoma della Sardegna. Consultazione.
|                            | totale    | percentuale (%) | percentuale (%)  |                  |
| -------------------------- | --------- | --------------- | ---------------- | ---------------- |
| Elettori                   | 1.479.925 |                 |                  |                  |
| Votanti                    | 525.490   | 35,50%          | (su n. elettori) | Quorum raggiunto |
| Schede bianche             | 4.819     | 0,92%           | (su n. votanti)  |                  |
| Voti nulli                 | 1.514     | 0,29%           | (su n. votanti)  |                  |
| contestate e non assegnate | 0         | 0,00%           | (su n. votanti)  |                  |

|                      |    | Voti    | %      |
| -------------------- | -- | ------- | ------ |
| RISPOSTA AFFERMATIVA | Sì | 503.879 | 97,06% |
| RISPOSTA NEGATIVA    | No | 15.244  | 2,94%  |
| Totale voti validi   |    | 519.123 | 100%   |

### Decimo quesito
Riduzione a cinquanta del numero dei componenti del Consiglio regionale. Consultazione.
|                            | totale    | percentuale (%) | percentuale (%)  |                  |
| -------------------------- | --------- | --------------- | ---------------- | ---------------- |
| Elettori                   | 1.479.925 |                 |                  |                  |
| Votanti                    | 525.537   | 35,51%          | (su n. elettori) | Quorum raggiunto |
| Schede bianche             | 2.849     | 0,54%           | (su n. votanti)  |                  |
| Voti nulli                 | 1.328     | 0,25%           | (su n. votanti)  |                  |
| contestate e non assegnate | 0         | 0,00%           | (su n. votanti)  |                  |

|                      |    | Voti    | %      |
| -------------------- | -- | ------- | ------ |
| RISPOSTA AFFERMATIVA | Sì | 512.321 | 98,28% |
| RISPOSTA NEGATIVA    | No | 8.992   | 1,72%  |
| Totale voti validi   |    | 521.313 | 100%   |